# Vandoncourt
Vandoncourt és un municipi francès situat al departament del Doubs i a la regió de Borgonya - Franc Comtat. L'any 2007 tenia 817 habitants.

## Demografia

### Població
El 2007 la població de fet de Vandoncourt era de 817 persones. Hi havia 327 famílies de les quals 72 eren unipersonals (32 homes vivint sols i 40 dones vivint soles), 112 parelles sense fills, 123 parelles amb fills i 20 famílies monoparentals amb fills.
La població ha evolucionat segons el següent gràfic:
Habitants censats

### Habitatges
El 2007 hi havia 353 habitatges, 327 eren l'habitatge principal de la família, 11 eren segones residències i 15 estaven desocupats. 291 eren cases i 61 eren apartaments. Dels 327 habitatges principals, 266 estaven ocupats pels seus propietaris, 54 estaven llogats i ocupats pels llogaters i 7 estaven cedits a títol gratuït; 1 tenia una cambra, 9 en tenien dues, 45 en tenien tres, 80 en tenien quatre i 192 en tenien cinc o més. 294 habitatges disposaven pel capbaix d'una plaça de pàrquing. A 116 habitatges hi havia un automòbil i a 191 n'hi havia dos o més.

### Piràmide de població
La piràmide de població per edats i sexe el 2009 era:
| Homes | Edats   | Dones |
| ----- | ------- | ----- |
| 0     | 95 o +  | 0     |
| 0     | 90 a 94 | 0     |
| 0     | 85 a 89 | 4     |
| 0     | 80 a 84 | 0     |
| 12    | 75 a 79 | 0     |
| 8     | 70 a 74 | 20    |
| 20    | 65 a 69 | 20    |
| 24    | 60 a 64 | 20    |
| 28    | 55 a 59 | 28    |
| 24    | 50 a 54 | 24    |
| 24    | 45 a 49 | 32    |
| 40    | 40 a 44 | 32    |
| 16    | 35 a 39 | 24    |
| 20    | 30 a 34 | 16    |
| 12    | 25 a 29 | 12    |
| 20    | 20 a 24 | 8     |
| 24    | 15 a 19 | 12    |
| 20    | 10 a 14 | 36    |
| 12    | 5 a 9   | 28    |
| 12    | 0 a 4   | 16    |

## Economia
El 2007 la població en edat de treballar era de 530 persones, 416 eren actives i 114 eren inactives. De les 416 persones actives 387 estaven ocupades (204 homes i 183 dones) i 29 estaven aturades (16 homes i 13 dones). De les 114 persones inactives 44 estaven jubilades, 41 estaven estudiant i 29 estaven classificades com a «altres inactius».

### Ingressos
El 2009 a Vandoncourt hi havia 327 unitats fiscals que integraven 834 persones, la mediana anual d'ingressos fiscals per persona era de 20.096 €.

### Activitats econòmiques
Dels 16 establiments que hi havia el 2007, 1 era d'una empresa de fabricació d'altres productes industrials, 3 d'empreses de construcció, 4 d'empreses de comerç i reparació d'automòbils, 3 d'empreses d'hostatgeria i restauració, 1 d'una empresa financera, 1 d'una empresa immobiliària, 2 d'entitats de l'administració pública i 1 d'una empresa classificada com a «altres activitats de serveis».
Dels 5 establiments de servei als particulars que hi havia el 2009, 1 era una fusteria, 1 electricista i 3 restaurants.
L'únic establiment comercial que hi havia el 2009 era una botiga de menys de 120 m².
L'any 2000 a Vandoncourt hi havia 8 explotacions agrícoles.

## Equipaments sanitaris i escolars
El 2009 hi havia una escola elemental integrada dins d'un grup escolar amb les comunes properes formant una escola dispersa.

## Poblacions més properes
El següent diagrama mostra les poblacions més properes.